# Regering-De Smet de Naeyer I
De regering-De Smet de Naeyer I (25 februari 1896 - 24 januari 1899) was een Belgische katholieke regering. Ze volgde de regering-De Burlet op en werd opgevolgd door de regering-Vandenpeereboom. Het was deze regering die verder pogingen ondernam om Congo over te nemen en voerde een nieuw sociaal beleid om de problemen van de arbeidersklasse op te lossen. De Smet de Naeyer I voerde ook de Gelijkheidswet door, waardoor het Nederlands op het gebied van wetgeving op gelijke voet kwam te staan met het Frans.

## Verloop

### Poging om Congo over te nemen
De regering-De Smet de Naeyer bevorderde de economische ontwikkeling van het jonge industriële België. De kolonisatie was op haar hoogtepunt en vormde een van de belangrijkste economische middelen van de staat. Ook de overzeese handel werd verder ontwikkeld onder het bewind van deze regering..
De Onafhankelijke Congostaat was een van de belangrijkste economische hulpbronnen van de Belgische staat, vooral aan het einde van de 19de eeuw. In 1895 kwam de overname van de kolonie door de overheid voor het eerst ter sprake. Dit vanwege de ingewikkelde financiële situatie van Congo-Vrijstaat. Op 9 januari 1895 werd tussen de twee staten een verdrag van vereniging gesloten. Het was een overeenkomst waarmee België Congo financieel zou steunen. Op 29 maart 1895 legde de regering een wetsontwerp op de tafel, waarin werd bepaald dat België het recht zou hebben om de kolonie in te lijven, tegen terugbetaling van de geleende som. Er werd ook een wetsontwerp tot onmiddellijke annexatie ingediend, maar dit betekende dat Congo haar gebieden en haar bevolking zou blijven besturen.

### Nieuw sociaal beleid
Het was deze regering die een nieuw sociaal beleid voerde om de essentiële problemen van de arbeidersklasse aan te pakken. De Arbeidscommissie van 1886 stelde een reeks wetsontwerpen op die de regering ertoe aanzetten een wetgevingsprogramma op lange termijn te overwegen. In 1887 werden drie revolutionaire wetten aangenomen.
Op 16 augustus van dat jaar werd een wet op de Industrie- en Arbeidsraden aangenomen. Ze richtte een Industriële- en Arbeidsraad op om een ontmoetingsplaats te creëren waar werknemers hun grieven konden uiten en werkgevers konden worden gehoord. Een tweede wet, de wet op de uitbetaling van de lonen, verstoorde dit klimaat op dezelfde dag. Het had tot doel een reëel geldloon vast te stellen en betalingen in natura af te schaffen. Op 18 augustus werd de wet op de onbeslagbaarheid en niet-overdraagbaarheid van arbeiderslonen gepubliceerd.
De laatste wet die onder de regering-De Smet de Naeyer I werd aangenomen, was die van 15 juni 1896 inzake het arbeidsreglement. Het was belangrijk omdat het de staat in de fabrieken bracht. Dankzij deze wet konden werknemers worden beschermd tegen de onzekerheid op de werkplek en werden werknemers gedwongen de arbeidsomstandigheden te verbeteren of het risico te lopen door de bevoegde rechtbanken te worden gesanctioneerd.

### Gelijkheidswet
De regering-De Smet de Naeyer I nam de Gelijkheidswet aan, waardoor het Nederlands op het gebied van wetgeving op gelijke voet kwam te staan met het Frans. Officieel had de Belgische Revolutie van 1830 het beginsel van het vrije gebruik van talen bekrachtigd, maar in werkelijkheid had ze echter een Franstalige staat doen ontstaan, naar het beleid van de bourgeoisie en de adel die haar beheersten. Frans werd al snel de taal van het staatsapparaat, en decennia lang ontbrak elke andere taal in de belangrijke machtsorganen. Sindsdien zijn er in de Belgische politiek veel ruzies geweest over het gebruik van talen, zowel in de centrale overheidsinstellingen als in de administratie, in het gerecht, in het onderwijs, in de beroepsrelaties, enzovoort.
De nieuwe wet had als gevolg dat Franstalige parlementsleden, die de Nederlandse taal niet machtig waren, wetten stemden in een taal die ze niet begrepen. Nieuwe wetten kwamen voortaan tweetalig tot stand, maar de Nederlandse vertalingen van de wetgeving van voor 1898 zou slechts geleidelijk worden goedgekeurd door het parlement.

### Ontslag
In de nasleep van de verkiezingen van 1898 nam Paul de Smet de Naeyer ontslag, samen met de minister van Nijverheid en Arbeid Albert Nyssens. De belangrijkste oorzaak van dit ontslag was de hervorming van de kieswet, die leidde tot grote onenigheid tussen de verschillende partijen over de lijststemming. Zowel de katholieken als de liberalen vreesden dat de socialistische partij in het meerderheidsstelsel een meerderheid van de zetels zou behalen. Bezorgd stemden beide partijen voor een herziening van het kiesstelsel. Tegelijk spraken verschillende katholieken hun voorkeur uit voor kiesdistricten met één verkozene, waaraan ook koning Leopold II de voorkeur aan gaf.
Beide partijen, die zich zorgen maakten over hun plaats in het systeem, stemden voor de invoering van een stelsel van evenredige vertegenwoordiging, dat uiteindelijk in 1899 werd goedgekeurd. België was het eerste land dat evenredige vertegenwoordiging invoerde voor de verkiezing van zijn parlement. Als gevolg van de diepe onenigheid hierover werd het eerste kabinet-de Smet de Naeyer in januari 1899 vervangen door de regering-De Burlet.

## Samenstelling
De regering-de Smet de Naeyer I telde aanvankelijk acht ministers.
| Ambtsbekleder              | Ambtsbekleder                      | Ambtsbekleder                      | Functie                                           | Termijn                             | Partij            |
| -------------------------- | ---------------------------------- | ---------------------------------- | ------------------------------------------------- | ----------------------------------- | ----------------- |
|                            |                                    | Paul de Smet de Naeyer (1843-1913) | Minister Financiën                                | 25 februari 1896 - 24 januari 1899  | Katholieke Partij |
|                            |                                    | Frans Schollaert (1851-1917)       | Minister Binnenlandse Zaken en Openbaar Onderwijs | 25 februari 1896 - 24 januari 1899  | Katholieke Partij |
|                            |                                    | Paul de Favereau (1856-1922)       | Minister Buitenlandse Zaken                       | 25 februari 1896 - 24 januari 1899  | Katholieke Partij |
|                            |                                    | Victor Begerem (1853-1934)         | Minister Justitie                                 | 25 februari 1896 - 24 januari 1899  | Katholieke Partij |
|                            |                                    | Léon De Bruyn (1838-1908)          | Minister Landbouw en Openbare Werken              | 25 februari 1896 - 24 januari 1899  | Katholieke Partij |
|                            |                                    | Albert Nyssens (1855-1901)         | Minister Nijverheid en Arbeid                     | 25 februari 1896 - 24 januari 1899  | Katholieke Partij |
|                            |                                    | Jacques Brassine (1830-1899)       | Minister Oorlog                                   | 25 februari 1896 - 11 november 1896 | extraparlementair |
|                            |                                    | Jules Vandenpeereboom (1843-1917)  | Minister Spoorwegen, Posterijen en Telegrafen     | 25 februari 1896 - 24 januari 1899  | Katholieke Partij |
| Minister ad interim Oorlog | 11 november 1896 - 24 januari 1899 | Jules Vandenpeereboom (1843-1917)  |                                                   |                                     | Katholieke Partij |

### Herschikkingen
- Op 11 november 1896 neemt minister van Oorlog Jacques Brassine ontslag en wordt voorlopig opgevolgd door Jules Vandenpeereboom.